# George Shiras Jr.
George Shiras Jr. (26 de Janeiro de 1832 - 2 de Agosto de 1924) foi um Associado de Justiça da Suprema Corte dos Estados Unidos que foi nomeado a Corte pelo Presidente Republicano Benjamin Harrison. Naquela época, tinha 37 anos de advocacia privada, mas nunca tinha julgado um caso. O único serviço público de Shiras antes de se tornar juiz foi como um eleitor federal em 1888, quase quatro anos antes de sua nomeação em 1892.

## Vida e a carreira
Shiras nasceu em Pittsburgh, Pensilvânia em 26 de Janeiro de 1832. Frequentou a Universidade de Ohio e graduou-se na Universidade Yale, Phi Beta Kappa, em 1853. Começou na faculdade de direito em Yale Law School, mas saiu antes de ganhar um diploma de direito. Terminou a sua formação lendo sobre direito em um escritório de advocacia e então, exerceu a advocacia em Dubuque, Iowa, de 1855 a 1858 e em Pittsburgh, Pensilvânia, de 1858 a 1892. Em Pittsburgh, tornou-se um advogado corporativo proeminente e ficou famoso por sua honestidade e pragmatismo ao representar alguns dos gigantes industriais do país.
Em 19 de Julho de 1892, Shiras foi nomeado pelo presidente Harrison para um cargo na Suprema Corte desocupado por Joseph P. Bradley. Shiras foi confirmado pelo Senado dos Estados Unidos em 26 de Julho de 1892 e conseguiu o cargo no mesmo dia.
Embora Shiras ficou na Corte por mais de 10 anos, autoria de 253 decisões maioritárias e 14 dissidências, ficou conhecido por seus votos em apenas dois casos históricos, Pollock v. Farmers' Loan & Trust Co. (1895) e Plessy v. Ferguson (1896). Ficou do lado maioritário na decisão 5–4 no Pollock para anular a Lei do Imposto de Renda de 1894 como inconstitucional. Alguns historiadores acreditam que Shiras foi o Juiz crucial que mudou seu voto, enquanto outros historiadores suspeitam que foi o Juiz Horace Gray ou o Juiz David Brewer. Mesmo assim, a decisão judicial no Pollock levou à necessidade de uma emenda constitucional para impor um imposto de renda, e em 1913, a Décima Sexta Emenda à Constituição dos Estados Unidos foi aprovada. Shiras também votou com a maioria de 7-1 no caso Plessy v. Ferguson, um caso que confirmou a constitucionalidade da segregação racial sob a doutrina do separate but equal e que foi rejeitada em 1954.
Shiras se aposentou do tribunal em 23 de Fevereiro de 1903 e permaneceu aposentado até sua morte, em Pittsburgh, em 1924. Seu filho, George Shiras III, serviu como um membro da Câmara dos Representantes dos Estados Unidos pela Pensilvânia.